# آلتیس
آلتیس (انگلیسی: Altice) شرکت چندملیتی مخابرات هلندی است، که در زمینه ارائه خدمات شبکه تلفن همراه، اینترنت و تلویزیون‌های کابلی در ایالات متحده، غرب اروپا و اسرائیل فعالیت می‌کند.
شرکت آلتیس در سال ۲۰۰۱ توسط پاتریک دراهی تأسیس شد و امروزه با در اختیار داشتن بیش از ۵۰ میلیون مشترک، پس از شرکت اورانژ اس.ای.، دومین شرکت مخابرات فرانسه بشمار می‌آید. دفتر مرکزی این شرکت در شهر ووردن، هلند قرار دارد.